# Dorabianie kluczy
Dorabianie kluczy – proces mechaniczny, wykonywany na materiale zwanym przez ślusarza surówką.
Polega na nacięciu tego materiału (np: stali, mosiądzu, znalu, aluminium) na maszynie zwanej kopiarką, po czym materiał ten zostaje poddany dalszej obróbce ręcznej (za pomocą pilników, iglaków itp.).
Gotowy wyrób jest praktycznie idealnym odwzorowaniem klucza oryginalnego. Klucz wzorcowy nie ulega uszkodzeniu, ani zniekształceniu mechanicznemu.